# Man on the Moon (Lied)
Man on the Moon ist ein Lied der US-amerikanischen Rockband R.E.M.
Der Titel erschien im Oktober 1992 auf dem Album Automatic for the People und wurde im November 1992 als Single ausgekoppelt.

## Inhalt
Man on the Moon ist dem US-amerikanischen Komiker Andy Kaufman gewidmet, der dafür bekannt war, mit seinen Gästen – im wahren Sinne des Wortes – „in den Ring zu steigen“. Der Text beschreibt Szenen aus dem Leben Kaufmans, der 1984 an Lungenkrebs starb. Die titelgebenden Zeilen spielen darauf an, dass diejenigen, die an Andy Kaufmans Tod glauben, auch an die Mondlandung glauben.
Der R.E.M.-Sänger Michael Stipe verriet Craig Rosen gegenüber, dem Autor des Buches Inside Out – Die Geschichte hinter den Songtexten von R.E.M., dass es ihm auch darum gegangen sei, mehr „Yeahs“ in einem Song unterzubringen als sein Freund Kurt Cobain (Nirvana) in dem Text zu seinem Lied „Lithium“ (auf dem Album Nevermind von 1991). „Man on the Moon“ enthält 56 „Yeahs“, „Lithium“ dagegen nur 48.
1998 wurde Man on the Moon als Grundlage für einen gleichnamigen Film als Soundtrack neu aufgenommen: Miloš Forman verfilmte das Leben von Andy Kaufman, die Hauptrolle spielte Jim Carrey.

## Kommerzieller Erfolg

### Chartplatzierungen
| ChartsChartplatzierungen       | Höchstplatzierung | Wochen |
| ------------------------------ | ----------------- | ------ |
| Deutschland (GfK)              | 34 (20 Wo.)       | 20     |
| Österreich (Ö3)                | 24 (5 Wo.)        | 5      |
| Vereinigte Staaten (Billboard) | 30 (15 Wo.)       | 15     |
| Vereinigtes Königreich (OCC)   | 18 (8 Wo.)        | 8      |

### Auszeichnungen für Musikverkäufe
| Land/Region                  | Auszeichnungen für Musikverkäufe (Land/Region, Auszeichnung, Verkäufe) | Verkäufe |
| ---------------------------- | ---------------------------------------------------------------------- | -------- |
| Spanien (Promusicae)         | Gold                                                                   | 30.000   |
| Vereinigtes Königreich (BPI) | Gold                                                                   | 400.000  |
| Insgesamt                    | 2× Gold ·                                                              | 430.000  |

Hauptartikel: R.E.M./Auszeichnungen für Musikverkäufe